# Johan Elmander
Johan Erik Calvin Elmander (Alingsås, 27 mei 1981) is een Zweeds voormalig voetballer.

## Clubcarrière
Elmander is een aanvaller en begon zijn carrière bij Holmalunds IF. Via Örgryte IS kwam hij als achttienjarige in Nederland terecht bij Feyenoord. Daar gold hij als een groot talent en voor zijn overstap kon hij kiezen uit vele topclubs in Europa. Bij Feyenoord kon hij de verwachtingen echter niet waarmaken, ondanks enkele periodes waarin hij liet zien wat hij in huis heeft. Toch leende Feyenoord hem in 2002 uit aan Djurgårdens IF in zijn thuisland waar hij in negentien wedstrijden twaalfmaal doel trof. Dat jaar won hij met Djurgårdens IF de dubbel: het Zweeds landskampioenschap en de Beker van Zweden.
Het daaropvolgende seizoen kwam Elmander op huurbasis uit voor NAC Breda. Daarna besloot Feyenoord zijn contract niet te verlengen en keerde hij richting Denemarken om bij Brøndby IF te gaan spelen. Daar won hij in 2005 de dubbel met Brøndby IF en werd gekozen tot Brøndby's speler van het jaar. Tevens dwong hij een plaats binnen de selectie voor het WK 2006 af.
Sinds de zomer van 2006 speelde hij voor Toulouse. In zijn eerste seizoen voor de Franse club vond hij elf keer het doel en wekte hij de interesse van verschillende grote voetbalclubs uit Spanje, Italië en Engeland. In 2008 verdiende Elmander een transfer naar het Engelse Bolton Wanderers voor een bedrag van ongeveer 17,5 miljoen euro. Op 20 mei 2011 vertrok hij daar en stapte hij transfervrij over naar Galatasaray. In 2013 stapte hij op huurbasis over naar Norwich City. Na twee seizoen bij het Deense Brøndby IF, koos hij in september 2016 voor een terugkeer naar Örgryte IS. Omdat dit buiten de transferperiode was, mocht hij pas vanaf januari 2017 in actie komen voor de club.
In januari 2018 maakte hij via zijn Instagram-account bekend dat hij zijn laatste wedstrijd als voetballer gespeeld had.

## Interlandcarrière
Elmander speelde zijn eerste interland voor Zweden op 13 februari 2002 tegen Griekenland (2–2) in Thessaloniki. Hij viel in dat duel na 75 minuten in voor collega-aanvaller Marcus Allbäck, en vormde de resterende vijftien minuten een aanvalskoppel met Zlatan Ibrahimović. Ook Pontus Farnerud (AS Monaco) maakte in die wedstrijd zijn debuut voor de nationale ploeg van Zweden. Met Zweden speelde hij op het WK 2006 en op het EK 2008 en EK 2012. Hij kwam in totaal 85 keer uit voor zijn vaderland en scoorde twintig keer.

## Erelijst
Feyenoord
- UEFA Cup: 2001/02

 Djurgården
- Allsvenskan: 2003
- Svenska Cupen: 2002

 Brøndby
- Superligaen: 2004/05
- Landspokalturneringen: 2004/05

 Galatasaray
- Süper Lig:  2011/12, 2012/13
- Süper Kupa: 2012, 2013